# Kujō Mitsuie
Kujō Mitsuie (九条 満家?   1394 – 25 de mayo de 1449) fue un kugyō (cortesano japonés de clase alta) que vivió durante la era Muromachi. Fue miembro de la familia Kujō (derivada del clan Fujiwara), hijo del regente Kujō Tsunenori y adoptado por el regente Kujō Tadamoto.
Ingresó a la corte imperial en 1404 con el rango shōgoi inferior y nombrado chambelán. En 1405 fue ascendido al rango jushii inferior y en 1406 al rango jusanmi, y nombrado gonchūnagon. Fue promovido al rango shōsanmi en 1407, nombrado gondainagon en 1409, promovido a los rangos junii en 1410 y shōnii en 1411.
Asumió el cargo de udaijin desde 1414 hasta 1418, cuando fue promovido a sadaijin hasta 1419. En 1418 fue nombrado kanpaku (regente) del Emperador Shōkō, hasta 1424. En 1419 fue ascendido al rango juichii.
En 1448 abandonó su vida como cortesano y se convirtió en monje budista (shukke) y fallecería al año siguiente. Tuvo como hijos a los regentes Kujō Masatada y Kujō Masamoto.